# Aleksander Wańko Łahodowski
Aleksander Wańko Łahodowski (ur. w 1524 lub 1525, zm. 27 stycznia 1574) – poborca lwowski, m.in. w 1564. Przedstawiciel Łahodowskich, rodu szlacheckiego pochodzenia rusińskiego herbu Korczak. Jego ojcem był Iwaszko Wańkowicz Łahodowski ze Stanimirza, bratem – Zachariasz, w 1578 dziedzic miasta i wsi Pohorelec (obecnie Pohorylce), Stanimirza, Podhajec, Turkocina, Dworzyszcz.
W 1549 Aleksander Wańko wzmiankowany jako opiekun monasteru prawosławnego w Uniowie (obecnie greckokatolicka Ławra Uniowska). W 1552 procesował się z Andrzejem Kucharskim.
Żona – Barbara z Sienna Sienieńska herbu Dębno, z którą miał trzech synów:
- Jan Łahodowski (zm. 1622) – kasztelan wołyński
- Andrzej Łahodowski (czasem Andrzej Łachodowski[2], zm. przed 26 grudnia 1614[2]) – poborca i pisarz ziemski lwowski, w 1609 sprzedał miasto Pohorelcze, wsi Turkocin, Stanimierz, Dworzyska, Podhajczyki i Załuka za 33000 florenów Janowi Zamoyskiemu, arcybiskupowi metropolicie lwowskiemu.
- Kilian, żył jeszcze w 1597.

Przeżywszy 49 lat, zmarł bezdzietny w 27 stycznia 1574. Wdowa po nim, żona – Barbara z Sienna – wystawiła mu pomnik grobowy z białego marmuru, gdzie na ścianie w północnej części cerkwi uniowskiej w XIX w. znajdował się napis: Tu łeżyt urożenyj Ałeksander Wanko Łahodowskij z Łahodowa, kotoryj żyw na świti lit 49. Prestawysia misiacia stycznia, 27 dnia, roku 1574.